# Ebbe Sand
Ebbe Sand (Ålborg, 19 de Julho de 1972) é um ex-futebolista dinamarquês que atuava como atacante.

## Carreira
Durante sua carreira, Sand defendeu apenas três equipes. Tendo nascido na cidade de Ålborg, seria criado em Hadsund, onde daria seus primeiros passos no futebol, defendendo o pequeno clube que leva o nome da cidade, assim como seu irmão gêmeo Peter. Ao contrário de seu irmão, teria suas primeiras oportunidades profissionais ainda no Hadsund.
Ebbe, mesmo após uma boa temporada de estreia, onde marcou sete vezes em dezessete partidas, se mudou, juntamente com seu irmão, para Copenhague a fim de estudar Engenharia Civil, porém tendo a intenção de continuar sua carreira como atleta. E, após sua boa temporada de estreia, acabou assinando com o tradicional Brøndby. Seu irmão, mesmo nunca tendo atuado, também fora contratado, porém, acabaria nunca tendo oportunidades na equipe principal do clube, defendendo diversos clubes a partir de então.
No clube, onde permaneceria durante sete temporadas, teria poucas chances nas três primeiras, disputando treze partidas, e marcando apenas três vezes. A partir da quarta, no entanto, se tornaria um dos principais nomes do elenco do clube e, marcaria doze vezes em 29 partidas. Na seguinte, acabaria marcando apenas sete vezes nas mesmas 29 partidas. Já em sua sexta temporada no clube, se tornaria um dos principais nomes do momento no futebol dinamarquês quando marcou 28 vezes em 33 partidas, apenas no campeonato. Tais números, lhe renderiam a artilharia do campeonato, o prêmio de futebolista dinamarquês do ano e, de quebra, além de suas primeiras oportunidades na Seleção Dinamarquesa, a convocação para a disputa da Copa do Mundo de 1998.
Na Copa, onde participaria de todas as partidas, entraria aos 59 minutos de partida contra à Nigéria e, dezessete segundos depois, marcaria o terceiro tento dinamarquês na vitória por 4 x 1, se tornando o mais rápido da história do torneio. Após seu retorno da França, permaneceria mais uma temporada no Brøndby, onde marcaria "apenas" dezenove vezes em 31 partidas. Em seguida, assinaria com o Schalke 04.
No clube alemão, continuaria suas últimas grandes atuações nas três temporadas seguintes, principalmente na segunda, quando marcou 22 vezes em 33 partidas, lhe rendendo a artilharia do campeonato e, novamente, o prêmio de futebolista dinamarquês do ano. Porém, a partir de sua quarta temporada, sua média de gols, que era de quase dezesseis por partida, acabou caindo para quase seis. Por conta disso, após quatro temporadas mantendo a baixa média de tentos e, perto de completar 34 anos, acabou anunciando sua aposentadoria. Em seguida, retornou à Dinamarca para se tornar olheiro do Silkeborg.

## Títulos
Brøndby
- Campeonato Dinamarquês: 1996, 1997 e 1998
- Copa da Dinamarca: 1998

Schalke 04
- Copa da Alemanha: 2001 e 2002

### Individuais
- Futebolista Dinamarquês do Ano: 1998 e 2001
- Artilheiro do Campeonato Dinamarquês: 1998 (28 gols)
- Artilheiro do Campeonato Alemão: 2001 (22 gols)